# Toma de la embajada de la República Dominicana en Colombia
La Toma de la embajada de la República Dominicana en Colombia, llamada también "Operación Libertad y Democracia", fue una acción armada del grupo terrorista colombiano Movimiento 19 de abril (M-19) en la cual se tomó por asalto y ocupó las instalaciones de la Embajada de la República Dominicana en Bogotá. 
En la acción el M-19 secuestró a 14 diplomáticos de numerosos países que departían en una fiesta conmemorativa de la independencia de la República Dominicana, el 27 de febrero de 1980. El 25 de abril de ese año, secuestradores y secuestrados salieron rumbo a Cuba, donde los rehenes fueron liberados y los guerrilleros permanecieron varios meses.

## Antecedentes
En la década de 1970, Colombia enfrentaba un escenario de que abrió las puertas a una posible guerra civil, por cuenta de la expansión de movimientos guerrilleros como las Fuerzas Armadas Revolucionarias de Colombia (FARC), el Ejército de Liberación Nacional (ELN), el Ejército Popular de Liberación (EPL), la Autodefensa Obreras (ADO) y el Movimiento 19 de abril (M-19). Durante la misma época, varios hechos connotaron la gravedad de la crisis política y social vivida en esa época, como fueron la Masacre del 26 de febrero de 1971 en Cali, el Paro cívico nacional de 1977 y el asesinato del exministro de Gobierno Rafael Pardo Buelvas en 1978, entre otros. Además de las medidas económicas de los gobiernos de Misael Pastrana de Alfonso López Michelsen, y Julio César Turbay.
En aquella época, el M-19 había protagonizado varias acciones, aunque su golpe mayor fue el robo de armas del Cantón Norte en la que los guerrilleros habían hurtado más de 5000 armas. El Ejército Nacional había desencadenado varios operativos para la recuperación de las armas, provocando la captura de varios de los altos mandos del M-19 y la represión y violaciones a los Derechos Humanos amparadas por el Estatuto de Seguridad.
Curiosamente la sede de la embajada (ubicada en la carrera 30 con calle 46) había sido años atrás, a mediados de los años 50, residencia del expresidente Gustavo Rojas Pinilla. De dicha casa se rumoró que había un túnel secreto, que jamás se encontró, y donde los guerrilleros planeaban escapar con los embajadores.
A inicios de 1980, la atención internacional estaba enfocada en el desarrollo de los hechos que acontecían durante la Crisis de los rehenes en la Embajada de Estados Unidos en Irán.[cita requerida]

## La toma
Según Rosemberg Pabón, fueron cuatro grupos integrados por cuatro personas cada uno los que tomaron la embajada: 

Éramos cuatro grupos de cuatro, entonces los otros 12 hicieron una especie de herradura (con la forma de la calle donde se ubicaba la embajada), porque todos los guardaespaldas de los embajadores estaban afuera. Mis compañeros llegaron vestidos de deportistas (provenientes del campo de fútbol de la Universidad Nacional que había al lado y donde la Fuerza Pública intentaba controlar los disturbios habituales de la Universidad.)

Eran las 12:10 del mediodía. En la Embajada de la República Dominicana en Bogotá se ofrecía una recepción a un numeroso grupo de diplomáticos, para conmemorar la fiesta nacional de ese país. En cuestión de segundos, uno de los aparentemente invitados sacó una pistola y disparó al aire. Su nombre, se sabría después, era Rosemberg Pabón. conocido como Comandante Uno.
Según declaraciones del mismo Comandante Uno, un día antes del asalto ni él, ni los demás guerrilleros, conocían el lugar donde estaba localizada la sede de la embajada de la República Dominicana, a la que fue vestido con saco y corbata, con dos guerrilleros más y armado con una pistola 9 milímetros. Se confundió al ver su reflejo en un espejo, se asustó y fue cuando hizo el disparo.
El desconocido para los asistentes anunció que se trataba de un asalto y se identificó a sí mismo como el Comandante Uno. En ese momento, el comando compuesto por 15 guerrilleros tomó la embajada y neutralizó a los invitados presentes. En caso de un ataque armado: "mataremos a dos de los rehenes cada 10 minutos...", amenazó el comandante del asalto.
En el grupo de secuestrados había 16 diplomáticos de alto rango, entre los que figuraban los embajadores en Colombia de Austria, Brasil, Costa Rica, Egipto, El Salvador, Estados Unidos (Diego Cortes Asencio), Guatemala, Haití, Israel, México (Ricardo Galán), República Dominicana, Suiza, Uruguay, Venezuela y el Nuncio apostólico. El embajador soviético evitó ser secuestrado al salir escasos segundos antes de la entrada de los guerrilleros.

### Exigencias
Inicialmente el M-19 demandó al gobierno de Julio César Turbay, que liberaran de las cárceles a 300 compañeros prisioneros políticos que habían sido arrestados por las autoridades colombianas en el transcurrir del conflicto armado interno en Colombia y sobre todo por la violenta represión en consecuencia del robo de armas, como también exigieron al gobierno que pagara US$ 5 millones de dólares.
Como una acción humanitaria de los guerrilleros, el vicecónsul de Paraguay (quien estaba herido), un niño, las esposas presentes de algunos embajadores y las mujeres con cargos de embajadoras fueron dejados en libertad. Una de las mujeres guerrilleras que asaltaron la embajada y había sido herida en el tiroteo del asalto inicial con el Ejército Nacional fue atendida por un médico y apareció luego en las fotos con vendas en la cabeza. En dicho tiroteo el embajador de Venezuela también resultó herido. Un joven guerrillero murió  de un balazo en el ingreso del grupo de asalto.
El Ejército Nacional rodeó las instalaciones de la embajada y estratégicamente posicionó francotiradores en los edificios aledaños mientras que periodistas de medios nacionales e internacionales acamparon cerca de la embajada, campamento que fue conocido como Villa Chiva. La presión sobre el presidente Turbay escaló por parte de altos mandos militares y políticos, que pedían que se rescatara militarmente a los rehenes por asalto.
En una acción temeraria, el embajador uruguayo Fernando Gómez Fynn aprovechó un descuido de los guerrilleros y escapó de la embajada.

### Negociaciones
El 2 de marzo de 1980, cuatro días después de la toma, el gobierno colombiano autorizó contactos directos con el comando guerrillero. Como portavoz por el grupo guerrillero M-19 fue asignada Carmenza Cardona Londoño, La Chiqui;  ella se reunió con representantes del gobierno, Ramiro Zambrano Cárdenas y Camilo Jiménez Villalba. La reunión se llevó a cabo dentro de una camioneta amarilla que estacionaron frente a la embajada. El embajador mexicano Ricardo Galán estuvo también presente como testigo y mediador.
El 21 de abril de 1980, una Comisión de Derechos Humanos de la OEA se entrevistó con el presidente colombiano y miembros de su gabinete, en el que se intercambiaron impresiones sobre la situación de los derechos humanos en Colombia. El gobernante colombiano planteó el problema creado por la ocupación de la embajada dominicana y expuso aspectos de las negociaciones llevadas a cabo hasta esa fecha por delegados del gobierno, expresando que se habían efectuado 16 diálogos entre personeros del gobierno y los guerrilleros. El presidente solicitó la cooperación de la comisión para ayuda a una solución jurídica de la toma, lo cual acordaron. Una Comisión Especial de funcionarios diplomáticos de países que tenían rehenes en la Embajada Dominicana, lideradas por el nuncio apostólico de la Santa Sede en Argentina, Monseñor Pío Laghi, actuando como delegado del papa Juan Pablo II, visitó a la comisión en sus oficinas del Hotel Tequendama para intentar alcanzar una solución favorable a la repercusión internacional.
La comisión, dentro del mandato de su competencia, aceptó la solicitud autorizada por el gobierno y a partir del 22 de abril visitó en reiteradas oportunidades la sede de la representación diplomática tomada; se entrevistó con el presidente Turbay, el entonces Ministro de Relaciones Exteriores Diego Uribe Vargas y otras autoridades colombianas; y sostuvo sucesivos diálogos con los integrantes del comando guerrillero y con los rehenes. En total, se llevaron a cabo alrededor de 24 reuniones entre los representantes del gobierno y los representantes del M-19.
El evento se mantuvo en los titulares de los medios de comunicación internacionales de la época. El entonces líder del M-19, Jaime Bateman Cayón, mencionó que la propaganda política generada por el asalto había sido más eficaz que una operación guerrillera armada, ya que les había dado mayor protagonismo internacional y que lo que tenían que lograr después era tratar de mantener a los guerrilleros con vida durante la toma de la embajada, siendo así todo esto el objetivo principal de la toma y dándole al Comandante Uno completa autonomía para terminar la operación.

### Desenlace
Después de 52 días de negociaciones y 61 días de haberse iniciado la toma, el Comandante Uno y los representantes del gobierno acordaron que dejarían ir al comandante y los guerrilleros junto con los secuestrados a Cuba el 25 de abril de 1980, pese a que se tenía planeado que las negociaciones y la toma durasen una semana. Una vez en Cuba, los embajadores de los respectivos países serían dejados en libertad. Se decía que el M-19 también habría recibido un pago por el gobierno colombiano de uno o dos millones de dólares, aparentemente pagados por el gobierno de Israel. Finalmente, Rossemberg Pabón aceptó que les habían dado US$3 millones de dólares antes de salir hacia Cuba, pero que habían fallado en el objetivo que era liberar a más de 315 presos políticos que tenía en ese entonces el gobierno, aunque los presos políticos fueron amnistiados dos años después, durante el gobierno de Belisario Betancur.
Rosemberg Pabón permaneció en Cuba hasta marzo de 1980. Regresó al país al frente de una columna de 80 insurgentes, que desembarcaron por la desembocadura del río Mira en el departamento de Nariño, al sur del país. Fue capturado junto a Carlos Toledo Plata y juzgado en los meses siguientes en un Consejo Verbal de guerra. En diciembre de 1982 recobró su libertad, junto a otros dirigentes del M-19 como efecto de la Ley 35 del gobierno de Belisario Betancur, que decretó la amnistía a más de tres centenares de presos políticos.
Como fruto del acuerdo de paz (1990) y dejación de las armas, participó en el proceso de convocatoria  a una Asamblea Nacional Constituyente en 1991, por la cual la guerrilla del M-19 se convirtió en el partido político Alianza Democrática. Tiempo después, Pabón fue elegido alcalde de Yumbo (Valle del Cauca), también fue senador suplente de Antonio Navarro Wolf y funcionario del gobierno de Álvaro Uribe Vélez. Pabón llegó a afirmar públicamente que si el presidente Turbay no hubiera usado los medios del diálogo como negociación para liberar a los secuestrados, la toma a la embajada de la República Dominicana hubiera terminado en tragedia y en un escalamiento del conflicto entre el M-19 y el gobierno.

## Embajadores secuestrados
- Diego Cortes Asencio, embajador estadounidense
- Angelo Acerbi, nuncio apostólico
- Virgilio Lovera, embajador venezolano
- Ricardo Galán, embajador mexicano
- Fernando Gómez Fyns, embajador uruguayo
- Eliahu Barak, embajador israelí
- María Elena Chassoul, embajadora costarricense
- Geraldo Do Nascimento, embajador brasileño
- Diógenes Mallol- embajador dominicano
- Edgar Seltzer, embajador austriaco
- Salah Alouba, embajador egipcio
- Jean Bourgeois, embajador suizo
- Aquiles Pinto, embajador guatemalteco
- Pierre Henry Louis, embajador haitiano

## Obras basadas en la toma
- La película La toma de la embajada (2000), de Ciro Durán, coproducción colombiana, mexicana y venezolana.[16]
- El libro Así nos tomamos la embajada (1984), diario escrito por Rosemberg Pabón. (ISBN 958-614-059-8).[17]
- El libro Terror en la embajada (1983) de Diego Cortes Asencio y Nancy Asencio  ISBN 9788482764009